# Súa (divinité)
Pour les articles homonymes, voir SUA.

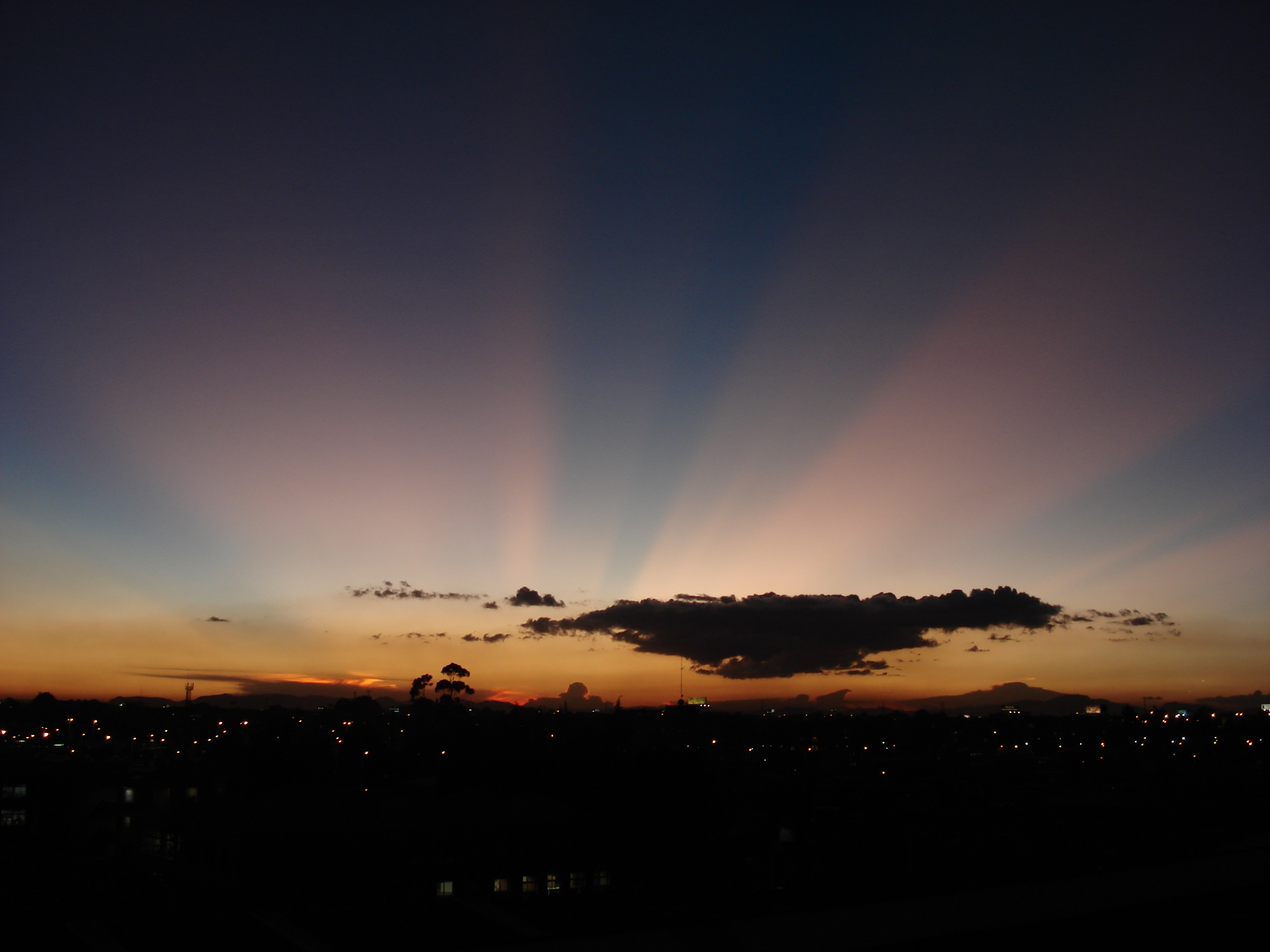
Coucher de soleil à Bogota, la disparition de Súa (une de ses personnifications).

Súa est une divinité du panthéon chibcha. Il possède le double statut de Dieu et de héros en Amérique centrale, apparenté à Nemquetaha. Son nom signifie « Levant », « Est » ou « Orient » en langue chibcha.
Súa, descendu sur Terre, a apporté aux Chibchas leur mode de vie, puis, comme Quetzalcóatl, il a disparu.
Il est considéré comme une personnification du Soleil. C'est le père de Bochica.
Dans la mythologie muisca, Súa et Chía étaient considérés comme les créateurs de toutes choses et étaient considérés comme étant mari et femme. Ils Cela croyait avoir créé les conseils.
Les Muisca considéraient simultanément le soleil et la pluie, personnifiés par Chibchacum, comme étant très importants pour leur agriculture. Les nobles Muisca se rendaient en procession aux temples lors du solstice d'été pour faire des sacrifices et demander des bénédictions pour les récoltes annuelles. La journée était célébrée avec de grandes festivités, et les personnes peignaient leur corps.
Le rôle de Súa comme dieu du soleil et sa relation avec Chía jouaient un rôle important dans la religion muisca[réf. souhaitée] et leurs croyances sur le monde naturel. Les connaissances sur la religion muisca ont été transmises en Europe par les conquistadors espagnols et plus tard documentées par des chercheurs.
Dans l'ensemble, Súa était une divinité majeure dans la religion muisca, représentant le soleil et son rôle vital dans leurs pratiques agricoles et leurs croyances.